# Sō Matsushima
Sō Matsushima (松島 聡 Matsushima Sō?,  Prefectura de Shizuoka, Japón, 27 de noviembre de 1997) es un idol, cantante, actor y tarento japonés. Es conocido por ser miembro del grupo masculino Sexy Zone.

## Biografía
Matsushima nació el 27 de noviembre de 1997 en la prefectura de Shizuoka, Japón. Cuando asistía a su quinto año de escuela primaria, Matsushima envío una solicitud a Johnny & Associates, pero no fue aceptado. No fue sino hasta la secundaria cuando nuevamente envío una solicitud y una invitación para audicionar fue enviada de vuelta a Matsushima. Posteriormente se convirtió en miembro de Johnny's en febrero de 2011, cuando contaba con trece años de edad. El 29 de septiembre del mismo año, debutó junto con Kento Nakajima, Fuma Kikuchi, Shōri Satō y Marius Yo como miembro del grupo idol, Sexy Zone.
El 5 de mayo de 2014, durante la gira de conciertos de primavera de Sexy Zone, se anunció que Matsushima formaría parte de una nueva unidad hermana llamada "Sexy Matsu (Show)" junto a Kaito Matsukura y Genta Matsuda, ambos miembros de Johnny's Jr. Matsushima reanudó sus actividades con Sexy Zone en diciembre de 2015, tras el lanzamiento del sencillo Colorful Eyes. Matsushima, junto a su compañero de banda Marius Yo, estuvo ausente durante las grabaciones del séptimo, octavo y noveno sencillos del grupo, lo que esparció rumores entre los fanáticos sobre el futuro de ambos miembros. Más adelante, se reveló que la razón de su ausencia del grupo fue que el grupo se había vuelto popular demasiado rápido, lo que resultó en que Matsushima no pudiera viajar desde Shizuoka a Tokio debido a que debía asistir a clases, mientras que Yo fue eliminado temporalmente del grupo para equilibrar la formación del mismo. En 2015, Matsushima y Yo regresaron a Sexy Zone para su duodécimo sencillo, tras la matriculación de Matsushima en un instituto en Tokio.
En agosto de 2016, apareció por primera vez en el Johnnys' Summer Paradise 2016, donde realizó seis presentaciones junto a Marius Yo. En octubre de 2017, Matsushima debutó como actor en la serie de drama Tales of the Unusual.

## Filmografía

### Televisión
- Tales of the Unusual (Fuji TV, 2017) como Kanta
- Wagahai no Heyadearu (Nippon TV, 2017) como Voz del conductor

### Teatro
- Live House Johnny's Ginza (2013, Theatre Creation)
- Johnny's Ginza 2015 (2015, Theatre Creation)
- Gamushara! Summer Station (2015, Ex Theater Roppongi)